# Szaporodás

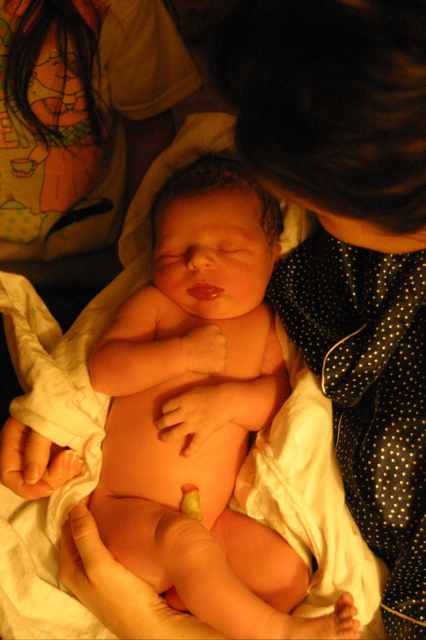
Egy új élet kezdetén…

Az élő szervezetek potenciálisan szaporodni is képesek, azaz saját magukhoz többé-kevésbé hasonló (lényegileg azonos szerveződésű) és ugyancsak szaporodóképes utódo(ka)t létrehozni. Ahhoz, hogy ez lehetséges legyen, a következőknek kell teljesülnie:
1. Az utódnak kapnia kell egy másolatot az örökítő anyagból (hiszen ez határozza meg a kifejlődésének és működésének programját).
2. Az utódnak kapnia kell egy teljes kémiai "motor"-t is, aminek segítségével elkezdi a saját anyagcseréjét. Enélkül az örökítő anyag információja haszontalan, mert az csakis az anyagcserében hasznosul (a biokatalizátorok felépítésére vonatkozik). Az anyagcsere kémiai reakcióhálózata a sejt formájában adható át az utódnak. Ezért nem lehetséges teljes sejt nélkül szaporodás.
3. Az utód tehát sejtből és a benne levő örökítőanyag-másolatból kezdi az önálló életét. Ez viszont sejtosztódást igényel. Az előd szervezet maga mint sejt vagy a szaporító szerveiben képződő sejtek osztódásával szaporítósejte(ke)t (csírasejte/ke/t) hoz létre sejtosztódással, és e szaporítósejtek jelentik az utód első kiindulási sejtjét.
4. A sejtosztódásnak kell biztosítania, hogy az utód első sejtjébe, a szaporítósejtbe bejusson a teljes örökítő anyag és az anyagcsere alrendszereinek összes releváns képviselője is, és ezek térbelileg el is tudjanak válni az előd hasonló alrendszereitől. Az anyagok pontos elosztódását és térbeli elkülönülését biztosítják a külső vagy belső vázstruktúrák (membránok, tokok, sejtfalak, sejtváz), amelyekhez kötődve és amelyek segítségével szállítódva az alrendszerek komponensei az utód kiindulási sejtjébe kerülnek.

Amennyiben az élő szervezetek a fentebb leírt módon reprodukálják magukat, azaz szaporodnak, akkor ez magyarázza, hogy az utódok nagyon hasonlítani fognak az előd(ök)re. e az információs zajok következtében az örökítő anyag mégsem tökéletes másolatban jut az utódokba, mert egy része folyton változik a hibák javítása ellenére; az utód tehát a DNS mutációit tartalmazó örökítő anyagot fog örökölni. Emiatt az utódok mégsem lesznek tökéletes másolatai az elődöknek, hanem különböző – kisebb-nagyobb mértékben eltérő, de még a homeosztázisok keretein belül levő – változatai (variánsai) azoknak. Az élő szervezetek – ha szaporodnak – utódaikban öröklődő változékonyságot (mutabilitást) is mutatnak, ami magyarázza az élővilág változatosságát és sokféleségét. Ez a változatosság azonban már az egyedek fölötti szerveződések (populációk, társulások és az egész élővilág) számára fontos, mert ez a változatosság lesz az alapja a különféle szelekciós folyamatoknak. Az egyes populációkban a genetikai változatosságot továbbá igen jelentős módon lehet fokozni az egyedek örökítő anyagának kombinációjával, ami az ivaros reprodukcióban valósul meg. Ebben az esetben két szülő örökítő anyagának kombinálódása hozza létre az utód genetikai anyagát, ami a szülői szervezetek párba állásának kombinációjával igen tekintélyes mértékben fokozza az utódok örökletes változatosságát.
Ha viszont adottak az öröklődő különféle változatok és ezek maguk is valamilyen mértékben reprodukálódnak, akkor a változatok között különböző szelekciók válogatni fognak: nem minden változatnak egyforma az esélye az életben maradásra, illetve a reprodukcióra. Ez az egyik folyamat, ami miatt nemzedékről nemzedékre a szervezetek változatainak összetétele változni fog. Ez a biológiai evolúció alapja.